# Gotthold Ephraim Lessing
Gotthold Ephraim Lessing (Kamenz, Saxònia, 22 de gener de 1729 - Brunsvic, 15 de febrer de 1781) va ser un filòsof, escriptor, dramaturg i poeta alemany de la il·lustració. Amb els seus drames i assajos teòrics va tenir una influència significativa en l'evolució de la literatura alemanya. Els historiadors del teatre el consideren el primer dramaturg en el seu moment al Teatre Nacional d'Hamburg.

## Biografia
Lessing, fill d'un pastor i redactor d'obres teològiques, va créixer a Kamenz. Després d'iniciar l'any 1737 la seua formació al col·legi del poble i seguir-la des de 1741 a l'acadèmia St. Afra de Meissen, va començar l'any 1746 els estudis de teologia i medicina a Leipzig, que va finalitzar el 1748. De 1748 a 1760 va viure a Leipzig i a Berlín, on va treballar com a crític i redactor de, entre altres publicacions, el periòdic Vossische Zeitung. L'any 1752, va obtenir el títol acadèmic de Magister a Wittenberg. El 1760 havia fundat junt amb Johann Joachim Christoph Bode una llibreria, que no tingué èxit.
De 1760 a 1765 va ser secretari del general Friedrich Bogislav, comte de Tauentzien. El 1765 va retornar a Berlín, des d'on es va traslladar a Hamburg l'any 1767 per treballar com a dramaturg i conseller del Deutsches Nationaltheater ('Teatre Nacional Alemany'). A Hamburg va conèixer Eva König, la seua futura esposa.
L'any 1770 va ser nomenat bibliotecari de l'Herzog-August-Bibliothek ('Biblioteca del Duc August'), de Wolfenbüttel. Tanmateix, el seu treball es va veure interromput en múltiples ocasions a causa de diversos viatges, entre d'altres l'any 1775 junt amb el príncep Leopold, a Itàlia.
L'any 1776 va contraure matrimoni amb Eva König, la qual s'havia quedat viuda, a Jork (prop d'Hamburg). Eva Lessing va morir l'any 1778 després del naixement d'un fill que tampoc no va aconseguir sobreviure.
El 15 de febrer de 1781 va morir Lessing mentre visitava el mercader de vins Angott a Brunsvic.

## Trajectòria
Lessing va ser un poeta, pensador i crític literari interessat en molts temes. Sent un dels representants més excel·lents de la Il·lustració alemanya, es va convertir en el pioner intel·lectual de la nova autoconfiança de la burgesia. L'estil irònic i polemitzador és característic dels seus escrits teòrics i crítics. En aquest sentit, el seu ús característic del diàleg el va ajudar a observar cada cosa des de diversos punts de vista i, fins i tot, a cercar traces de veritat en els arguments del seu adversari. Mai no va considerar que la veritat fóra quelcom estàtic, que algú poguera posseir, sinó que va entendre la recerca de la veritat com un procés d'acostament.
Molt prompte va dirigir el seu interès cap al teatre. En els seus assajos teòrics i crítics relatius a aquest tema, així com en els seus treballs com a autor, va intentar contribuir al desenvolupament d'un nou teatre burgès a Alemanya. Es va oposar a la teoria literària de Johann Christoph Gottsched i els seus deixebles, que va ser la generalment acceptada en el seu temps. Va criticar particularment la simple imitació dels dramaturgs francesos i va defensar la tornada als principis clàssics d'Aristòtil, així com a l'acostament a l'obra de Shakespeare. Va ser precisament Lessing qui va iniciar la introducció de Shakespeare a Alemanya, treballant amb diverses companyies teatrals.
Fins a 1769 va intentar, junt amb d'altres, crear un teatre nacional alemany a Hamburg. Avui els seus treballs es consideren prototips de la dramatúrgia burgesa alemanya que es va desenvolupar més tard. Miss Sara Sampson i Emilia Galotti són considerades les primeres tragèdies burgeses; Minna de Barnhelm, model per a moltes comèdies clàssiques alemanyes; i Nathan el Savi (en alemany, Nathan Der Weise) el primer drama ideològic.
En els seus treballs religiosofilosòfics va defensar la llibertat de pensament dels cristians creients. Va argumentar en contra de basar la creença en revelacions i va ser contrari a entendre la Bíblia al peu de la lletra, com defensava la predominant opinió ortodoxa. Sent "fill" de la Il·lustració, va confiar en un "cristianisme de la raó", que s'orientaria en l'esperit de la religió. Va creure que la raó humana -impulsada per crítica i contradicció- evolucionaria també sense revelacions divines. A fi d'iniciar una discussió pública contra l'ortodoxa Fidelitat a la lletra, va publicar entre 1774 i 1778 set Fragments d'un innomenat (Fragmente eets Ungenannten), la qual cosa va portar a l'anomenada controvèrsia dels fragments (en alemany, Fragmentenstreit). El seu adversari principal en aquesta controvèrsia va ser el pastor principal d'Hamburg, Johann Melchior Goetze, contra qui Lessing va redactar, entre d'altres, onze escrits anomenats Anti-Goetze.
A més, en nombrosos enfrontaments amb els representants de l'opinió ortodoxa va prendre partit per la tolerància enfront de les altres religions del món. Quan se li va prohibir publicar més assajos teòrics, Lessing va expressar les seues opinions amb el drama Nathan el Savi. En l'obra L'educació de la humanitat (Die Erziehung des Menschengeschlechts) va exposar coherentment la seua opinió.
El concepte de la llibertat (del teatre enfront del domini del model francès i de la religió enfront del dogma eclesiàstic) va ser el fil conductor de tota la seua obra. Conseqüentment, també es va comprometre amb l'alliberament de la burgesia de la tutela de la noblesa. Així mateix, sempre es va esforçar per la independència de la seua pròpia existència literària. Tanmateix, difícilment va poder imposar el seu ideal de la possibilitat d'una vida d'escriptor lliure davant de les pressions econòmiques. Així, va fracassar a Hamburg el seu projecte d'una editorial autogestionada pels autors, que va intentar realitzar junt amb C. J. Bode.

## Obra
Al principi de la seva vida, Lessing va mostrar interès pel teatre. En els seus escrits teòrics i crítics sobre el tema —com en les seves pròpies obres— va intentar contribuir al desenvolupament d'un nou tipus de teatre a Alemanya. Amb això es va girar especialment en contra de la teoria literària llavors predominant de Gottsched i els seus seguidors. Hamburgische Dramaturgie de Lessing va fer crítiques a les obres que es representaven al Teatre d'Hamburg, però després de tractar amb actors i actrius insatisfets, Lessing va redirigir els seus escrits a una anàlisi més gran dels usos adequats del drama. Lessing va defensar l'esquema del drama a la Poètica d'Aristòtil. Creia que l’Acadèmia Francesa havia devaluat els usos del drama a través de les seves regles neoclàssiques de forma i separació de gèneres. Les seves repetides opinions sobre aquest tema van influir en els professionals del teatre que van iniciar el moviment de rebutjar les regles del teatre conegudes com Sturm und Drang ('Tempesta i estrès'). També va donar suport a la recepció seriosa de les obres de Shakespeare. Ha col·laborat amb nombrosos grups de teatre (per exemple, el dels Neuberin).

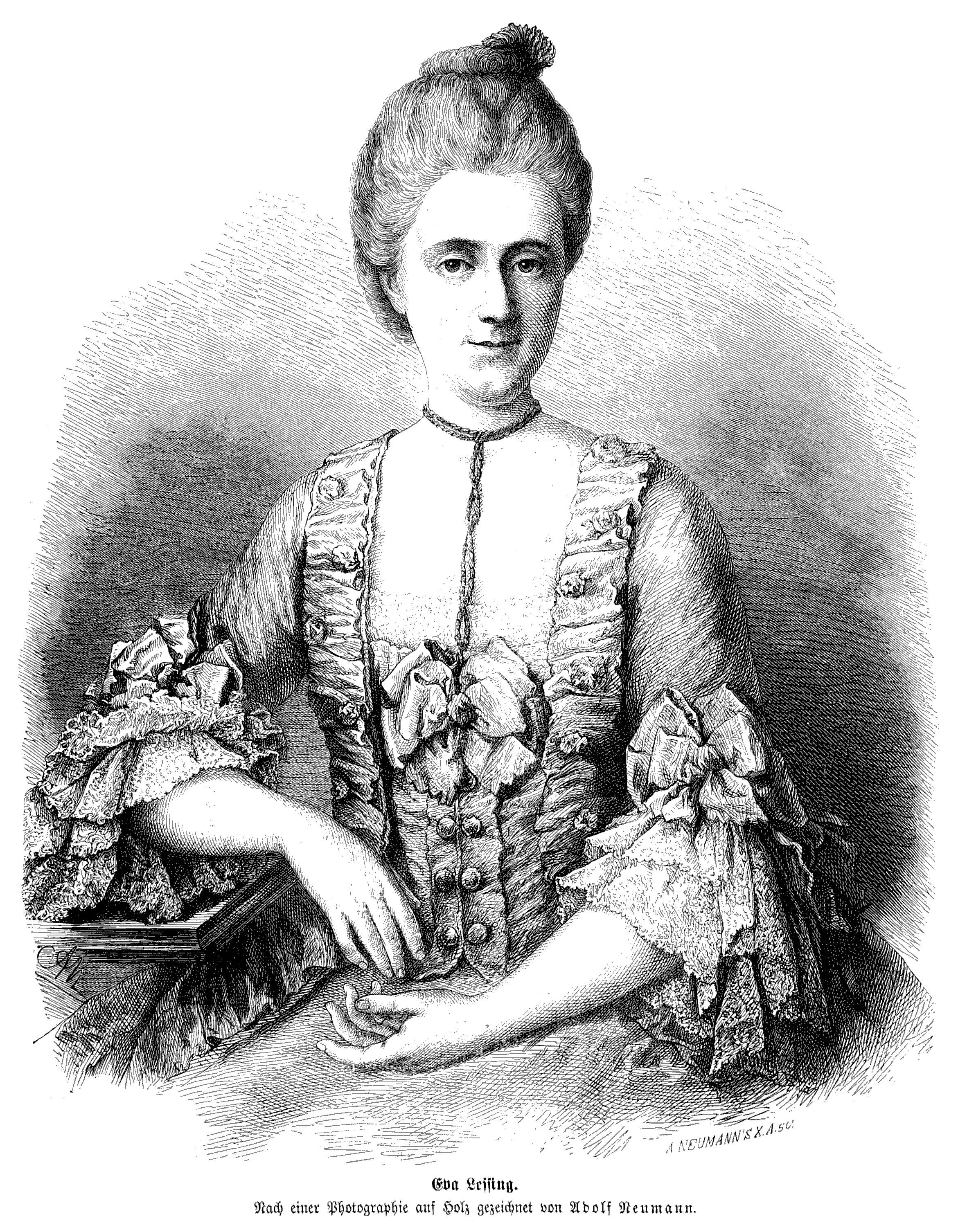
Eva Lessing

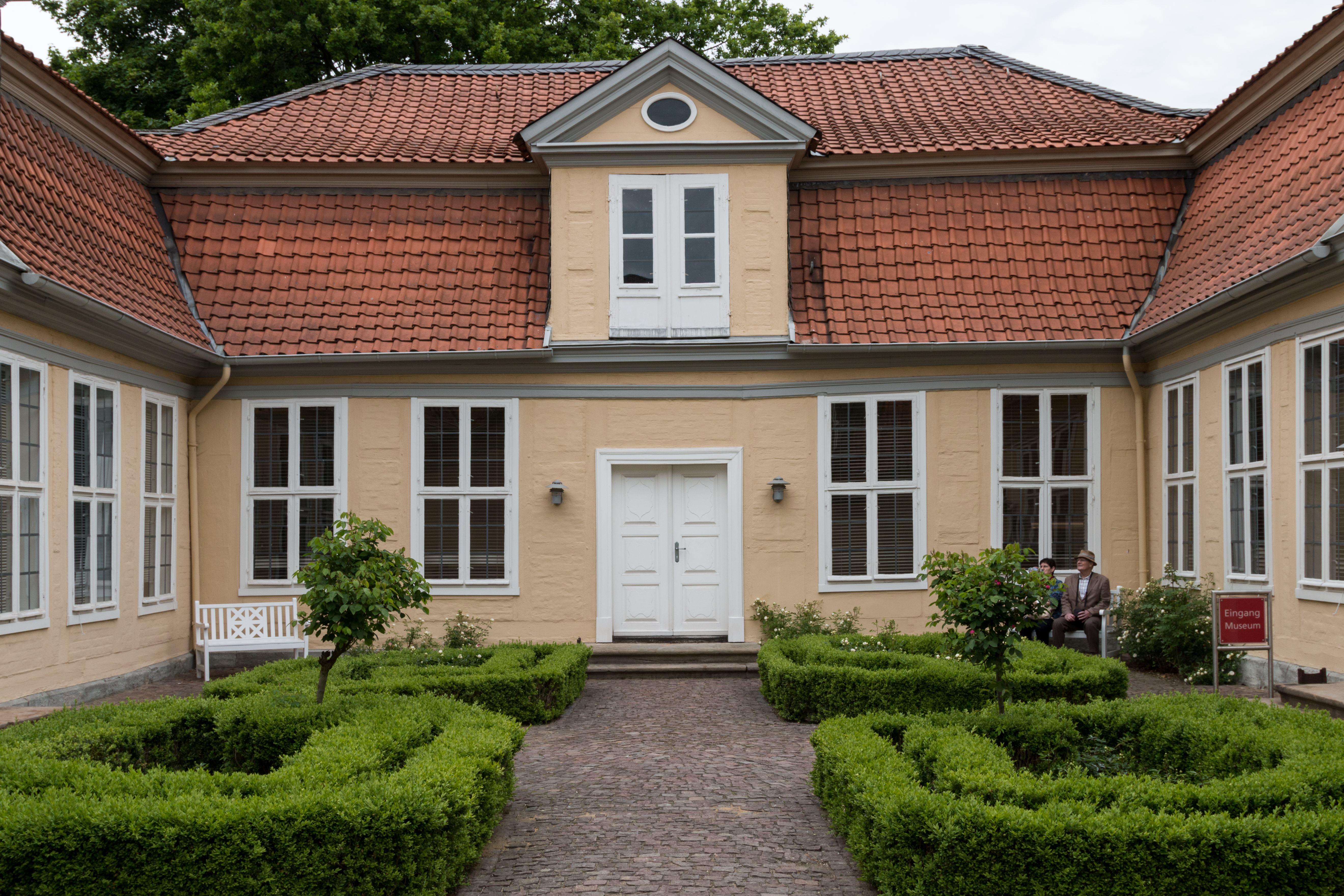
Casa, Wolfenbüttel

A Hamburg va intentar amb altres persones muntar el Teatre Nacional Alemany. Avui les seves pròpies obres apareixen com a prototips del drama alemany burgès desenvolupat posteriorment. Els estudiosos veuen la senyoreta Sara Sampson i Emilia Galotti com una de les primeres tragèdies burgeses, Minna von Barnhelm com el model de moltes comèdies alemanyes clàssiques, Nathan el savi ('Nathan der Weise') com el primer drama d'idees alemany (Ideendrama). Els seus escrits teòrics Laocoonte i Hamburgische Dramaturgie van establir els estàndards per a la discussió dels principis teòrics estètics i literaris. Lessing va defensar que els dramaturgs haurien de dur a terme la seva feina treballant directament amb companyies de teatre i no de manera aïllada.
En els seus escrits religiosos i filosòfics defensava el dret del cristià fidel a la llibertat de pensament. Va argumentar en contra de la creença en la revelació i de l'aferrament a una interpretació literal de la Bíblia per part de la doctrina ortodoxa predominant a través d'un problema que més tard s'anomenarà La rasa de Lessing. Lessing va exposar el concepte de la Prova de poder religiosa: Com es poden continuar utilitzant els miracles com a base per al cristianisme quan no tenim proves de miracles? Les veritats històriques que estan en dubte no es poden utilitzar per provar veritats metafísiques (com ara l'existència de Déu). Com diu Lessing: «Aquest és, doncs, la gran rasa lletja que no puc travessar, per molt sovint i per molt que hagi intentat fer aquest salt».
En l'etapa final de la seva vida, Lessing es va llançar a una intensa avaluació de la teologia i la religió. Va fer gran part dels seus estudis llegint manuscrits que va trobar mentre treballava com a bibliotecari. Mentre treballava per al duc, va formar una estreta amistat amb una família de nom Reimarus. La família tenia un manuscrit inèdit de Hermann Samuel Reimarus que atacava la historicitat de la revelació cristiana. Malgrat el desànim del seu germà Karl Gotthelf Lessing, va començar a publicar peces del manuscrit en pamflets coneguts com Fragments d'un autor sense nom. Els polèmics pamflets van donar lloc a un acalorat debat entre ell i un altre teòleg, Johann Melchior Goeze. Preocupat per embrutar la seva reputació, Goeze va demanar al govern que acabés amb la baralla, i Lessing va ser silenciat mitjançant una llei que li va treure la llibertat de la censura.
En resposta, Lessing va confiar en les seves habilitats com a dramaturg per escriure la que sens dubte és la seva obra més influent, Nathan the Wise. A l'obra, Lessing va crear tensió entre el judaisme, l'islam i el cristianisme en fer que un personatge preguntés a Nathan quina religió era la més genuïna. Nathan evita la pregunta explicant la paràbola dels tres anells, que implica la idea que cap religió específica és la religió correcta. Les idees de la Il·lustració a les quals Lessing es va mantenir fort es van retratar a través del seu ideal d'humanitat, afirmant que la religió és relativa a la capacitat de raonar de l'individu. Nathan el Savi es considera el primer exemple de la literatura de la humanitat alemanya. De nen de la Il·lustració va confiar en un cristianisme de la raó, que s'orientava per l'esperit de la religió. Creia que la raó humana (iniciada per la crítica i la dissidència) es desenvoluparia, fins i tot sense l'ajuda d'una revelació divina. En el seu escrit L'educació de la humanitat ('Die Erziehung des Menschengeschlechts') exposa de manera extensa i coherent la seva posició.
La idea de llibertat (per al teatre contra el domini del seu model francès; per a la religió des del dogma de l'església) és el seu tema central al llarg de la seva vida. Per tant, també va defensar l'alliberament de les properes classes mitjanes i altes de la noblesa que es va decidir per ells.
En la seva pròpia existència literària també va lluitar constantment per la independència. Però el seu ideal d'una vida possible com a autor lliure era difícil de mantenir-se a l'altura de les limitacions econòmiques que enfrontava. El seu projecte d'autopublicar les seves obres, que va tractar de realitzar a Hamburg amb C. J. Bode, va fallar.
Lessing és important com a crític literari per la seva obra Laocoont: An Essay on the Limits of Painting and Poetry. En aquesta obra, argumenta en contra de la tendència a prendre la ut pictura poesis d'Horaci (com a pintura, així com poesia) com a prescriptiva per a la literatura. En altres paraules, es va oposar a intentar escriure poesia amb els mateixos aparells que es faria a la pintura. En canvi, la poesia i la pintura tenen cadascuna el seu caràcter (la primera s'allarga en el temps; la segona s'estén en l'espai). Això està relacionat amb el gir de Lessing del classicisme francès a la mímesi aristotèlica, comentat anteriorment.

## Les seues obres
- El jove erudit (Der junge Gelehrte) 1748
- Els jueus (Die Juden) 1749
- El lliurepensador (Der Freigeist) 1749
- Miss Sara Sampson 1755
- Philotas 1759
- Faules (Fabeln) 1759)
- Laocoont o sobre els límits en la pintura i poesia 1766
- Minna de Barnhelm (Minna Von Barnhelm) 1767
- Emilia Galotti 1772
- Anti-Goetze 1778
- Nathan el Savi (Nathan Der Weise) 1779
- L'educació del gènere humà (Die Erziehung des Menschengeschlechts) 1780.

## Traduccions al català
- L'educació del gènere humà. Traducció de Jordi Jané Carbó. Martorell: Adesiara, 2021.